# پیتر گلدریچ
 پیتر گلدریچ (انگلیسی: Peter Goldreich؛ زاده ۱۴ ژوئیهٔ ۱۹۳۹) یک دانشمند در زمینه اخترشناسی و اخترفیزیک اهل ایالات متحده آمریکا است.